# The Nightcrawlers
The Nightcrawlers waren eine Musikgruppe aus Amerika, die ausschließlich elektronische Musik komponierte und spielte.

## Geschichte
Die Gruppe wurde 1980 von Peter Gulch gegründet, der vorher bei den Gruppen „Xisle“ und „The Ministry of Inside Things“ musizierte. Weitere Mitglieder waren Tom Gulch und Dave Lunt. „The Nightcrawlers“ galten als eine der aktivsten Elektronikgruppen der USA, sie veröffentlichten bis zu ihrer Auflösung im Jahr 1991 mehr als 35 Kassetten sowie drei Langspielplatten.
Durch das Engagement des Berliners Mario Schönwälder erschien 1997 eine Doppel-CD auf dessen Label Manikin mit den wichtigsten Stücken der Nightcrawlers.
Der Stil der drei Amerikaner wurde maßgeblich durch die Berliner Schule beeinflusst, sie gelten als „beste Tangerine-Dream-Clones der achtziger Jahre“ (Mario Schönwälder).

## Diskografie
- Nightcrawlers (1984, LP)
- Spacewalk (1985, LP)
- Shadows of Light (1987)

- Travelling Backwards (Do-CD, 1997)